# 乗然
乗然（じょうねん、生没年不詳）、乗然房は、鎌倉時代中期の浄土真宗の僧。親鸞直弟二十四輩の一人。俗名は片岡親綱。二十四輩の第四番。二十四輩第三番順信の父、片岡信親を兄に持ち、したがって順信の叔父であったとされる。

## 略歴
兄の信親が官命によって鹿島明神（現在の鹿島神宮）大宮司となったため、代わりに弟である親綱が片岡家の家督を継いだ。しかし遁世菩提の思い深く、夢告によって建保3年（1215年）春に親鸞のもとを訪れ、
「よしあしも知らぬ難波の蚤小舟　誓の海によりてさだめん」
との短歌を親鸞に献じたところ、
「本願の海によりてのあま小舟　櫓櫂もとらて乗りてしかなり」
との返歌を受け、直ちに髻を切り出家、親鸞の返歌にちなんで「乗然坊領海」と名乗ったとされる。
その後、親鸞の帰洛に際し供を願い出たが、「後に残す同行を頼むぞよ」と形見の御影と聖徳太子像、並びに霞ヶ浦草庵を託されたという。その後霞ヶ浦草庵は帰命山無量寿院如来寺と名付けられ、旧跡となっている。